# Џери Ли Луис
Џери Ли Луис (енгл. Jerry Lee Lewis; Феридеј, 29. септембар 1935 — Округ Десото, 28. октобар 2022) био је амерички певач, аутор песама и пијаниста. Сматра се пиониром и једним од оснивачем рокенрола и рокабилија. Прославио се песмом Great Balls of Fire, а касније је снимао и прераде других популарних хитова из 1950-их и 1960-их међу којима су Whole Lotta Shakin' Goin' On, Me and Bobby McGee, What'd I Say и других.
Луис је такође у жижу јавности долазио због свог контроверзног брака са својом 13-годишњом рођаком.

## Одабрана дискографија
- Jerry Lee Lewis (1958)
- Jerry Lee's Greatest! (1962)
- Live at the Star Club, Hamburg (1964)
- The Return of Rock (1965)
- Country Songs for City Folks/All Country (1965)
- Memphis Beat (1966)
- Soul My Way (1967)
- Another Place, Another Time (1968)
- She Still Comes Around (1969)
- Sings the Country Music Hall of Fame Hits, Vol. 1 (1969)
- Sings the Country Music Hall of Fame Hits, Vol. 2 (1969)
- The Golden Cream of the Country (1969)
- She Even Woke Me Up to Say Goodbye (1970)
- A Taste of Country (1970)
- There Must Be More to Love Than This (1971)
- Touching Home (1971)
- Would You Take Another Chance on Me? (1971)
- The Killer Rocks On (1972)
- Who's Gonna Play This Old Piano? (1972)
- The Session...Recorded in London with Great Artists (1973)
- Sometimes a Memory Ain't Enough (1973)
- Southern Roots: Back Home to Memphis (1973)
- I-40 Country (1974)
- Boogie Woogie Country Man (1975)
- Odd Man In (1975)
- Country Class (1976)
- Country Memories (1977)
- Jerry Lee Keeps Rockin' (1978)
- Jerry Lee Lewis (1979)
- When Two Worlds Collide (1980)
- Killer Country (1980)
- Class of '55 (1986)
- Young Blood (1995)
- Last Man Standing (2006)
- Last Man Standing Live (2007)
- Mean Old Man (2010)
- Rock and Roll Time (2014)